# Pararcte odilia
Pararcte odilia är en fjärilsart som beskrevs av Charles Oberthür 1884. Pararcte odilia ingår i släktet Pararcte och familjen nattflyn. Inga underarter finns listade i Catalogue of Life.